# Caletorellus siamensis
Caletorellus siamensis – gatunek kosarza z podrzędu Laniatores i rodziny Epedanidae. Jedyny znany przedstawiciel monotypowego rodzaju Caletorellus.

## Występowanie
Gatunek endemiczny dla Tajlandii.